# Saint-Pey-d'Armens
Saint-Pey-d'Armens är en kommun i departementet Gironde i regionen Nouvelle-Aquitaine i sydvästra Frankrike. Kommunen ligger i kantonen Castillon-la-Bataille som tillhör arrondissementet Libourne. År 2022 hade Saint-Pey-d'Armens 185 invånare.

## Befolkningsutveckling
Antalet invånare i kommunen Saint-Pey-d'Armens
Referens:INSEE